# Jabalquinto
Jabalquinto is een gemeente in de Spaanse provincie Jaén in de regio Andalusië met een oppervlakte van 73 km². Jabalquinto telt 2.152 inwoners (1 januari 2016).